# ジョン・コックラム
ジョン・コックラム（John Cockram、 生没年不明）は、イギリスの海賊。ニュープロビデンス島の海賊共和国の一員であり、後に海賊ハンターとして活動した。

## 略歴
コックラムの最初の活動は1713年に確認される。彼はベンジャミン・ホーニゴールドの仲間であり、バハマ諸島でスペインの小型船を襲っていた海賊の1人であった。ホーニゴールドはコックラムおよびジョン・ウェストにピローグというカヌーを指揮させ、コックラムたちはフロリダで難破した船から2,000ポンド以上の金品および物資、ウェストは奴隷14人を掠奪した。
ホーニゴールドは一味の掠奪品を取引する相手としてハーバー島の商人であったリチャード・トンプソンを選んだ。トンプソンは海賊との取引に何ら躊躇いを見せず、喜んで掠奪品を買い付けた。特にコックラムはトンプソンと懇意になり、1714年3月頃にはトンプソンの娘と結婚し、エルーセラ島に移り住んでいる。トンプソンとコックラムの蜜月関係は相当なものであり、トンプソンは自前のスループ船の指揮権をコックラムに与え、キュラソーでログウッドの密輸取引を行わせた。彼らはバハマ諸島において海賊たちが持ち込んだ掠奪品を取引する闇業者として暗躍した。
1717年9月、イギリス国王ジョージ1世は1718年9月までに降伏した全ての海賊に対して恩赦を与えるという布告を出した。これに伴い、コックラム、ホーニゴールド、ヘンリー・ジェニングス、ジョサイア・バージェスなどの多くの海賊たちが恩赦を受け入れて足を洗ったが、悪名高いチャールズ・ヴェインだけは別であった。ヴェインはナッソーにウッズ・ロジャーズ植民地総督が到着するやいなや、港に停泊していた軍艦に砲撃を浴びせて逃げ去ったのである。それからしばらく、アバコ島のグリーンタートルにヴェインがいるとの報せを受けたロジャーズはコックラムとホーニゴールドに武装したスループ船を与えて討伐に派遣したが、ヴェインに遭遇することは出来なかった。代わりにヴェインと闇取引をしたというニコラス・ウッドオール船長のウルフ号を拿捕し、プロビデンス島に連行した。ロジャーズはウルフ号を没収し、ウッドオールは投獄された。
コックラムは1720年ごろまでロジャーズの元で働いた。1721年には総督の評議会員に任命されたが、1726年、借金の回収から逃れるために島から逃亡し、メンバーから除名された。その後の行方は判っていない。

## コックラムが登場する作品
- 『アサシン クリード IV ブラック フラッグ』ではナッソーの海賊として登場するが、後にホーニゴールドやバージェスと共にテンプル騎士団に寝返る。

## 参考資料
- コリン・ウッダード(著)、大野晶子(訳)、『海賊共和国史 1696-1721年』2021年7月、パンローリング株式会社
- チャールズ・ジョンソン(著)、朝比奈一郎(訳)、『海賊列伝(上)』2012年2月、中公文庫
- チャールズ・ジョンソン(著)、朝比奈一郎(訳)、『海賊列伝(下)』2012年2月、中公文庫
- https://www.british-history.ac.uk/cal-state-papers/colonial/america-west-indies/vol32
- https://www.british-history.ac.uk/cal-state-papers/colonial/america-west-indies/vol35